# مكتب المتحدث الرسمي باسم الأمين العام
مكتب المتحدث باسم الأمين العام هو أحد أقسام الأمم المتحدة، الذي تتجلى مهمته إدارته في تقديم المعلومات الإعلامية فيما يتعلق بكل أنشطة الأمم المتحدة لكافة وسائل الإعلام الإخبارية. نيابة عن الأمين العام للأمم المتحدة، ونائب الأمين العام للأمم المتحدة، وكبار المسؤولين الآخرين في الأمم المتحدة.

## الطاقم
- ستيفان دوجاريك - المتحدث الرسمي باسم الأمين العام[1]
- فرحان حق - نائب المتحدث الرسمي[1]
- شارلوت لاربويسون - المتحدث الرسمي المساعد للأمين العام
- إيري كانيكو - المتحدث الرسمي المساعد[1]
- ماتياس جيلمان - المتحدث الرسمي المساعد[1]
- فلورنسيا سوتو نينو - المتحدث الرسمي المساعد[1]

## جدل
في عام 2012، نشر الحساب الرسمي للأمم المتحدة على تويتر تغريدة خاطئة تشير إلى أن الأمين العام للأمم المتحدة يدعم حل الدولة الواحدة للصراع الإسرائيلي الفلسطيني. اكتُشف لاحقًا أن المتحدثة باسم الوزارة نانسي غروفز كتبت هذه التغريدة ثم عزتها إلى «خطأ مطبعي فظيع».
وفقًا لمجلة رويترز، يعتبر منصب المتحدث باسم الأمم المتحدة «وظيفة الأحلام»، لكنه يتطلب مراعاة مخاوف الدول الـ 192 و«التنافس على اهتمام الأمين العام».